# 江茸乡
江茸乡，是中华人民共和国四川省阿坝藏族羌族自治州红原县下辖的一个乡镇级行政单位。

## 行政区划
江茸乡下辖以下地区：
江宫玛村和茸玛村。